# Ike MacKay
Ike MacKay (Nanaimo, 2 agosto 1948) è un ex calciatore canadese, di ruolo attaccante.

## Carriera

### Club
Formatosi calcisticamente con le rappresentative dell'Università di Victoria e dell'Alberta, dal 1966 al 1968 gioca nel Victoria O'Keefe, con cui vince due campionati Pacific Coast Soccer League
Nel 1968 viene ingaggiato dai Vancouver Royals, sodalizio impegnato nella prima edizione della North American Soccer League. Con i Royals ottenne il quarto ed ultimo posto della Pacific Division.
Terminata l'esperienza con i Royals torna a giocare nei campionati minori della Columbia Britannica.
Nel 1976 torna a giocare nella NASL in forza ai Portland Timbers, ottenendo come miglior risultato il raggiungimento delle semifinali nell'edizione 1978, perse contro i futuri campioni del N.Y. Cosmos.

### Nazionale
McKay ha giocato nel 1967 con la nazionale olimpica canadese nel torneo calcistico dei V Giochi panamericani, giungendo al quarto posto finale, perdendo la finalina per il terzo posto contro Trinidad e Tobago.
Dal 1972 al 1977 veste la maglia della nazionale di calcio del Canada durante le qualificazioni al campionato CONCACAF 1973, a quelle del 1977 ed al Campionato CONCACAF 1977, concluso al quarto posto finale.

## Statistiche

### Cronologia presenze e reti in Nazionale
| Cronologia completa delle presenze e delle reti in nazionale ― Canada | Cronologia completa delle presenze e delle reti in nazionale ― Canada | Cronologia completa delle presenze e delle reti in nazionale ― Canada | Cronologia completa delle presenze e delle reti in nazionale ― Canada | Cronologia completa delle presenze e delle reti in nazionale ― Canada | Cronologia completa delle presenze e delle reti in nazionale ― Canada | Cronologia completa delle presenze e delle reti in nazionale ― Canada | Cronologia completa delle presenze e delle reti in nazionale ― Canada |
| Data                                                                  | Città                                                                 | In casa                                                               | Risultato                                                             | Ospiti                                                                | Competizione                                                          | Reti                                                                  | Note                                                                  |
| --------------------------------------------------------------------- | --------------------------------------------------------------------- | --------------------------------------------------------------------- | --------------------------------------------------------------------- | --------------------------------------------------------------------- | --------------------------------------------------------------------- | --------------------------------------------------------------------- | --------------------------------------------------------------------- |
| 20-8-1972                                                             | Saint John's                                                          | Canada                                                                | 3 – 2                                                                 | Stati Uniti                                                           | Qual. Mondiali 1974                                                   | -                                                                     | 46’                                                                   |
| 24-8-1972                                                             | Toronto                                                               | Canada                                                                | 0 – 1                                                                 | Messico                                                               | Qual. Mondiali 1974                                                   | -                                                                     | 58’                                                                   |
| 29-8-1972                                                             | Baltimora                                                             | Stati Uniti                                                           | 2 – 2                                                                 | Canada                                                                | Qual. Mondiali 1974                                                   | 1                                                                     |                                                                       |
| 5-9-1972                                                              | Città del Messico                                                     | Messico                                                               | 2 – 1                                                                 | Canada                                                                | Qual. Mondiali 1974                                                   | -                                                                     |                                                                       |
| 11-9-1977                                                             | Port of Spain                                                         | Trinidad e Tobago                                                     | 1 – 1                                                                 | Canada                                                                | Amichevole                                                            | -                                                                     |                                                                       |
| 8-10-1977                                                             | Monterrey                                                             | El Salvador                                                           | 2 – 1                                                                 | Canada                                                                | Qual. Mondiali 1978                                                   | -                                                                     |                                                                       |
| 12-10-1977                                                            | Città del Messico                                                     | Canada                                                                | 2 – 1                                                                 | Suriname                                                              | Qual. Mondiali 1978                                                   | -                                                                     |                                                                       |
| 16-10-1977                                                            | Città del Messico                                                     | Canada                                                                | 2 – 1                                                                 | Guatemala                                                             | Qual. Mondiali 1978                                                   | -                                                                     | 70’                                                                   |
| 20-10-1977                                                            | Monterrey                                                             | Haiti                                                                 | 1 – 1                                                                 | Canada                                                                | Qual. Mondiali 1978                                                   | -                                                                     | 59’                                                                   |
| Totale                                                                |                                                                       | Presenze                                                              | 9                                                                     |                                                                       | Reti                                                                  | 1                                                                     |                                                                       |

## Palmarès
- PCSL: 2

Victoria O'Keefe: 1966-1967, 1967-1968